# اسکار پوجول
اسکار پوجول (اسپانیایی: Óscar Pujol‎؛ زادهٔ ۱۶ اکتبر ۱۹۸۳) دوچرخه‌سوار اهل اسپانیا است.